# Felanich
Felanich (catalansk: Felanitx) er en by og kommune i det østlige Spanien på øen Mallorca i provinsen De Baleariske Øer. Den har et indbyggertal på 18.850 (2024) indbyggere.